# منتج متأرجح
منتج متأرجح أو منتج التأرجح هو مورد أو مجموعة احتكار من موردي أي سلعة أساسية، يسيطر على ودائعه العالمية ويمتلك قدرة إنتاجية احتياطية كبيرة. يستطيع المنتج المتأرجح زيادة أو تقليل المعروض من السلع بأقل تكلفة داخلية إضافية، وبالتالي يمكنه التأثير على الأسعار وتحقيق التوازن في الأسواق، مما يوفر حماية سلبية على المدى القصير إلى المدى المتوسط. وتشمل الأمثلة على المنتجين البديل المملكة العربية السعودية في البترل، روسيا في البوتاس والأسمدة تاريخيا، وشركة دي بيرز في ألماس.

## أساليب
من خلال نمذجة سلوك المنتج المتأرجح، يصف جون موركروفت (John Morecroft) وضعين: وضع التأرجح العادي والوضع العقابي. عادة في الوضع العادي، يستجيب المنتج المتأرجح لتقلبات أسعار السوق عن طريق زيادة أو خفض إنتاجه بشكل طفيف من أجل الحفاظ على أسعار مستقرة لجميع المنتجين. ومع ذلك، يمكن للمشاركين المستقلين الاستفادة بشكل غير عادل من انخفاض العرض وزيادة إنتاجهم من أجل الفوز بحصة أكبر في السوق. في مثل هذه الحالات، يتحول المنتج المتأرجح إلى الوضع العقابي ويزيد بشكل كبير من إنتاجه من أجل خفض الأسعار، مما يتسبب في خسائر للمنتجين الآخرين ويجعلهم يتعاونون. يمكن للمستهلكين المتأرجحين إلغاء قوة التسعير الباهظة للمنتجين المتأرجحين، وذلك عبر تنظيم استهلاكهم أو استخدام طاقتهم الإنتاجية الاحتياطية أو الاعتماد على المخزونات المتاحة لتقليل الواردات حتى تنخفض الأسعار إلى مستوى مريح.